# Campionati del mondo juniores di atletica leggera 2000
I Campionati del mondo juniores di atletica leggera 2000 (8ª edizione), si sono svolti a Santiago, in Cile dal 17 al 22 ottobre. Le competizioni si sono tenute all'Estadio Nacional de Chile.

## Medagliati

### Uomini
| Specialità | Oro                                                                       | Prestazione | Argento                                                                 | Prestazione | Bronzo                                                                    | Prestazione |
| Corse piane |                                                                           |             |                                                                         |             |                                                                           |             |
| 100 m | Mark Lewis-Francis                                                        | 10"12       | Salem Mubarak Al-Yami                                                   | 10"38       | Marc Burns                                                                | 10"40       |
| 200 m | Paul Gorries                                                              | 20"64       | Marcin Jędrusiński                                                      | 20"87       | Timothy Benjamin                                                          | 20"94       |
| 400 m | Hamdan Al-Bishi                                                           | 44"66       | Brandon Simpson                                                         | 45"73       | Shinji Ishikawa                                                           | 45"77       |
| 800 m | Nicholas Wachira                                                          | 1'47"16     | Florent Lacasse                                                         | 1'47"61     | Antonio Manuel Reina                                                      | 1'47"90     |
| 1.500 m | Cornelius Chirchir                                                        | 3'38"80     | Wolfram Müller                                                          | 3'39"37     | Philemon Kibet                                                            | 3'40"77     |
| 5.000 m | Gordon Mugi                                                               | 13'44"93    | Kenenisa Bekele                                                         | 13'45"43    | Cyrus Kataron                                                             | 13'46"12    |
| 10.000 m | Robert Kipkorir Kipchumba                                                 | 28'54"37    | Duncan Lebo                                                             | 28'58"39    | Abraha Hadush                                                             | 29'44"65    |
| 10.000 m marcia | Cristian Berdeja                                                          | 40'56"47    | Yevgeniy Demkov                                                         | 40'56"53    | Viktor Burayev                                                            | 40'56"57    |
| Corse a ostacoli |                                                                           |             |                                                                         |             |                                                                           |             |
| 110 hs | Yuniel Hernández                                                          | 13"60       | Thomas Blaschek                                                         | 13"80       | Ladji Doucouré                                                            | 13"84       |
| 400 hs | Marek Plawgo                                                              | 49"23       | Pieter de Villiers                                                      | 50"52       | Ockert Cilliers                                                           | 50"58       |
| 3.000 siepi | Raymond Yator                                                             | 8'16"34     | David Chemweno                                                          | 8'31"95     | Abdelatif Chemlal                                                         | 8'43"57     |
| Salti |                                                                           |             |                                                                         |             |                                                                           |             |
| Salto in alto | Jacques Freitag                                                           | 2,24 m      | Germaine Mason                                                          | 2,24 m      | Tomasz Śmiałek                                                            | 2,21 m      |
| Salto con l'asta | Aleksey Khanafin                                                          | 5,30 m      | Oleksandr Korchmid                                                      | 5,30 m      | Rocky Danners                                                             | 5,20 m      |
| Salto in lungo | Cai Peng                                                                  | 7,88 m      | Volodymyr Zyuskov                                                       | 7,84 m      | Yoelmis Pacheco                                                           | 7,71 m      |
| Salto triplo | Marian Oprea                                                              | 16,41 m     | Yoandri Betanzos                                                        | 16,34 m     | Mohammed Hamdi Awadh                                                      | 16,29 m     |
| Lanci |                                                                           |             |                                                                         |             |                                                                           |             |
| Getto del peso | Rutger Smith                                                              | 19,48 m     | Ivan Juškov                                                             | 19,06 m     | Tomasz Chrzanowski                                                        | 19,00 m     |
| Lancio del disco | Hannes Hopley                                                             | 59,51 m     | Niklas Arrhenius                                                        | 59,19 m     | Rutger Smith                                                              | 58,70 m     |
| Lancio del giavellotto | Gerhardus Pienaar                                                         | 78,11 m     | Andreas Thorkildsen                                                     | 76,34 m     | Park Jae-Myong                                                            | 72,36 m     |
| Lancio del martello | Eşref Apak                                                                | 69,97 m     | Dylan Armstrong                                                         | 67,50 m     | Aaron Fish                                                                | 67,44 m     |
| Prove multiple |                                                                           |             |                                                                         |             |                                                                           |             |
| Decathlon | Dennis Leyckes                                                            | 7.897 p.    | David Gómez                                                             | 7.772 p.    | André Niklaus                                                             | 7.712 p.    |
| Staffette |                                                                           |             |                                                                         |             |                                                                           |             |
| Staffetta 4×100 m | Regno Unito Tyrone Edgar Dwayne Grant Timothy Benjamin Mark Lewis-Francis | 39"05       | Francia Ronald Pognon Fabrice Calligny Ladji Doucouré Leslie Djhone     | 39"33       | Giappone Takashi Mogi Kazuya Kitamura Yusuke Omae Hisashi Miyazaki        | 39"47       |
| Staffetta 4×400 m | Giamaica Sekou Clarke Aldwyn Sappleton Pete Coley Brandon Simpson         | 3'06"06     | Germania Sebastian Gatzka Christian Duma Steffen Hönig Bastian Swillims | 3'06"79     | Polonia Rafał Wieruszewski Karol Terejlis Adrian Galaszewski Marek Plawgo | 3'07"05     |
| record mondiale; record mondiale stagionale; miglior prestazione mondiale under 20; miglior prestazione mondiale stagionale under 20; record africano; record asiatico; record europeo; record nord-centroamericano e caraibico; record sudamericano; record oceaniano; record dei campionati; record nazionale; record nazionale under 20; record personale; record personale stagionale. |                                                                           |             |                                                                         |             |                                                                           |             |

### Donne
| Specialità | Oro                                                                     | Prestazione | Argento                                                                | Prestazione | Bronzo                                                                | Prestazione |
| Corse piane |                                                                         |             |                                                                        |             |                                                                       |             |
| 100 m | Veronica Campbell                                                       | 11"12       | Katchi Habel                                                           | 11"39       | Fana Ashby                                                            | 11"47       |
| 200 m | Veronica Campbell                                                       | 22"87       | Sina Schielke                                                          | 23"20       | Vida Anim                                                             | 23"81       |
| 400 m | Jana Pittman                                                            | 52"45       | Aneta Lemiesz                                                          | 52"78       | Norma González                                                        | 53"30       |
| 800 m | Nancy Langat                                                            | 2'01"51     | Georgie Clarke                                                         | 2'02"28     | Lucia Klocová                                                         | 2'04"00     |
| 1.500 m | Abebech Negussie                                                        | 4'19"93     | Rose Kosgei                                                            | 4'20"16     | Georgie Clarke                                                        | 4'20"21     |
| 3.000 m | Beatrice Jepchumba                                                      | 9'08"80     | Jane Chepkoech                                                         | 9'10"05     | Etalemahu Kidane                                                      | 9'11"55     |
| 5.000 m | Dorcus Inzikuru                                                         | 16'21"32    | Meseret Defar                                                          | 16'23"69    | Sharon Cherop                                                         | 16'23"73    |
| 10.000 m marcia | Lyudmila Yefimkina                                                      | 44'07"74    | Tatyana Kozlova                                                        | 44'24"43    | Sabine Zimmer                                                         | 46'49"97    |
| Corse a ostacoli |                                                                         |             |                                                                        |             |                                                                       |             |
| 100 hs | Susanna Kallur                                                          | 13"02       | Fanny Gérance                                                          | 13"21       | Adrianna Lamalle                                                      | 13"27       |
| 400 hs | Jana Pittman                                                            | 56"27       | Marjolein de Jong                                                      | 56"50       | Melaine Walker                                                        | 56"96       |
| Salti |                                                                         |             |                                                                        |             |                                                                       |             |
| Salto in alto | Blanka Vlašić                                                           | 1,91 m      | Marina Kuptsova                                                        | 1,88 m      | Marizca Gertenbach                                                    | 1,88 m      |
| Salto con l'asta | Elena Isinbaeva                                                         | 4,20 m      | Annika Becker                                                          | 4,10 m      | Vanessa Boslak Fanni Juhász                                           | 4,10 m      |
| Salto in lungo | Concepción Montaner                                                     | 6,47 m      | Zhou Yangxia                                                           | 6,45 m      | Kumiko Ikeda                                                          | 6,43 m      |
| Salto triplo | Anastasiya Ilyina                                                       | 14,24 m     | Anna Pjatych                                                           | 14,18 m     | Dana Velďáková                                                        | 13,92 m     |
| Lanci |                                                                         |             |                                                                        |             |                                                                       |             |
| Getto del peso | Kathleen Kluge                                                          | 17,37 m     | Li Meiju                                                               | 16,57 m     | Natallja Charaneka                                                    | 16,40 m     |
| Lancio del disco | Xu Shaoyang                                                             | 54,41 m     | Jana Tucholke                                                          | 53,97 m     | Olga Goncharenko                                                      | 53,64 m     |
| Lancio del giavellotto | Jarmila Klimešová                                                       | 54,82 m     | Inga Kožarenoka                                                        | 54,64 m     | Halina Kakhava                                                        | 54,26 m     |
| Lancio del martello | Ivana Brkljačić                                                         | 62,22 m     | Virginia Balut                                                         | 60,23 m     | Yunaika Crawford                                                      | 59,98 m     |
| Prove multiple |                                                                         |             |                                                                        |             |                                                                       |             |
| Eptathlon | Carolina Klüft                                                          | 6.056 p.    | Lidiya Bashlykova                                                      | 5.898 p.    | Sanna Saarman                                                         | 5.707 p.    |
| Staffette |                                                                         |             |                                                                        |             |                                                                       |             |
| Staffetta 4×100 m | Germania Christa Kaufmann Sina Schielke Kerstin Grötzinger Katchi Habel | 43"91       | Giamaica Veronica Campbell Nadine Palmer Kerron Stewart Nolle Graham   | 44"05       | Svezia Emma Rienas Jenny Kallur Susanna Kallur Linda Fernström        | 44"78       |
| Staffetta 4×400 m | Regno Unito Kim Wall Jennifer Meadows Helen Thieme Lisa Miller          | 3'33"82     | Giamaica Sheryl Morgan Kareen Gayle Anneisha McLaughlin Melaine Walker | 3'33"99     | Romania Adela Diana Marchis Liliana Barbulescu Maria Rus Alina Ripanu | 3'34"49     |
| record mondiale; record mondiale stagionale; miglior prestazione mondiale under 20; miglior prestazione mondiale stagionale under 20; record africano; record asiatico; record europeo; record nord-centroamericano e caraibico; record sudamericano; record oceaniano; record dei campionati; record nazionale; record nazionale under 20; record personale; record personale stagionale. |                                                                         |             |                                                                        |             |                                                                       |             |

## Medagliere
| Posizione | Paese             | Oro | Argento | Bronzo | Totale |
| --------- | ----------------- | --- | ------- | ------ | ------ |
| 1         | Kenya             | 7   | 4       | 3      | 14     |
| 2         | Russia            | 4   | 6       | 1      | 11     |
| 3         | Sudafrica         | 4   | 1       | 2      | 7      |
| 4         | Germania          | 3   | 7       | 2      | 12     |
| 5         | Giamaica          | 3   | 4       | 1      | 8      |
| 6         | Regno Unito       | 3   | 0       | 1      | 4      |
| 7         | Cina              | 2   | 2       | 0      | 4      |
| 8         | Australia         | 2   | 1       | 2      | 5      |
| 9         | Svezia            | 2   | 1       | 1      | 4      |
| 10        | Croazia           | 2   | 0       | 0      | 2      |
| 11        | Polonia           | 1   | 2       | 3      | 6      |
| 12        | Etiopia           | 1   | 2       | 2      | 5      |
| 13        | Cuba              | 1   | 1       | 2      | 4      |
| 14        | Paesi Bassi       | 1   | 1       | 1      | 3      |
| 14        | Romania           | 1   | 1       | 1      | 3      |
| 14        | Spagna            | 1   | 1       | 1      | 3      |
| 17        | Arabia Saudita    | 1   | 1       | 0      | 2      |
| 18        | Messico           | 1   | 0       | 0      | 1      |
| 18        | Rep. Ceca         | 1   | 0       | 0      | 1      |
| 18        | Turchia           | 1   | 0       | 0      | 1      |
| 18        | Uganda            | 1   | 0       | 0      | 1      |
| 22        | Francia           | 0   | 3       | 3      | 6      |
| 23        | Ucraina           | 0   | 2       | 0      | 2      |
| 24        | Canada            | 0   | 1       | 0      | 1      |
| 24        | Lettonia          | 0   | 1       | 0      | 1      |
| 24        | Norvegia          | 0   | 1       | 0      | 1      |
| 27        | Bielorussia       | 0   | 0       | 3      | 3      |
| 27        | Giappone          | 0   | 0       | 3      | 3      |
| 29        | Slovacchia        | 0   | 0       | 2      | 2      |
| 29        | Trinidad e Tobago | 0   | 0       | 2      | 2      |
| 31        | Colombia          | 0   | 0       | 1      | 1      |
| 31        | Corea del Sud     | 0   | 0       | 1      | 1      |
| 31        | Finlandia         | 0   | 0       | 1      | 1      |
| 31        | Ghana             | 0   | 0       | 1      | 1      |
| 31        | Marocco           | 0   | 0       | 1      | 1      |
| 31        | Qatar             | 0   | 0       | 1      | 1      |
| 31        | Stati Uniti       | 0   | 0       | 1      | 1      |
| 31        | Ungheria          | 0   | 0       | 1      | 1      |
| Totale    | Totale            | 43  | 43      | 44     | 130    |